# 大瀧溫泉站
大瀧溫泉站（日语：／ Ōtaki-Onsen eki */?）是位於秋田縣大館市十二所字上川代17番，東日本旅客鐵道（JR東日本）的花輪線車站。

## 歷史
- 1915年（大正4年）
  - 1月19日：秋田鐵道（日语：秋田鉄道）扇田站至此站之間開通，此站啟用。當時此站位於北秋田郡十二所町（日语：十二所町）。
  - 12月25日：秋田鐵道此站至毛馬內站（第一代，貨物站）之間開通。
- 1934年（昭和9年）6月1日：秋田鐵道國有化，成為鐵道省（國鐵）車站。
- 1987年（昭和62年）4月1日：伴隨國鐵分割民營化，車站由東日本旅客鐵道（JR東日本）營運。
- 1999年（平成11年）
  - 9月3日：當日起把腕木式信號機撤走（為花輪線內最後同類設施）。
  - 12月4日：隨著此站CTC化，此站成為無人車站。取消大瀧溫泉站長，並由鹿角花輪站管理。

## 車站構造
本站是地面車站，設有1面2線的島式月台，在月台與出入口之間設有站內平交道。部分車站大樓已經被拆毀與重建，使車站大樓只有候車室。此站廁所已經被拆毀。此站也是由鹿角花輪站管理的無人車站。

### 月台
| 月台 | 路線    | 上下行 | 方向     |
| ---- | ------- | ------ | -------- |
| 1    | ■花輪線 | 上行   | 盛岡方向 |
| 2    | ■花輪線 | 下行   | 大館方向 |

參考

## 車站周邊
- 秋田縣道136號大瀧溫泉停車場線（日语：秋田県道136号大滝温泉停車場線）
- 大瀧溫泉（日语：大滝温泉 (秋田県)）
- 大瀧溫泉郵局
- 米代川（日语：米代川）
- 秋田勞災醫院（日语：秋田労災病院）（步行10分鐘）
- 國道103號（日语：国道103号）

## 巴士路線
在車站前設有秋北巴士大瀧溫泉站前巴士站（各方向均經途勞災醫院前）
- 鹿角市（厚生醫院前（日语：かづの厚生病院）、鹿角花輪站前、花輪營業所）方向
- 扇田醫院前（日语：大館市立扇田病院）、市立醫院前（日语：大館市立総合病院）、大館站方向

## 相鄰車站
東日本旅客鐵道（JR東日本）
■花輪線
十二所－大瀧溫泉－扇田

## 注腳
1. 1 2  . JR東日本. 東日本旅客鐵道. 2020年11月14日  [2020年11月14日] （日语）.

## 外部連結
- 車站資訊（大瀧溫泉）：東日本旅客鐵道（日語）